# 임형국
임형국(1972년 ~ )은 대한민국의 배우이다.

## 학력
- 홍익대학교 영어영문학과

## 출연작

### 영화
- 《비공식작전》 (2023년) - 오재석 서기관 역
- 《첫번째 아이》 (2022년) - 송팀장 역
- 《헌트》 (2022년) - 운반자 역
- 《비상선언》 (2022년) - 원동연 기장 역
- 《깨복쟁이》 (2020년) - 경철 역
- 《뒤 : 빡》 (2020년) - 구목 역
- 《선희와 슬기》 (2019년) - 아빠 역
- 《백두산》 (2019년) - 첸 역
- 《악질경찰》 (2019년) - 지원부 역
- 《할머니의 외출》 (2019년) -
- 《화근》 (2019년) -
- 《너는 결코 서둘지 말라》 (2018년) - 황정 역
- 《누에치던 방》 (2018년) - 김익주 역
- 《오리의 웃음》 (2018년) -
- 《컴, 투게더》 (2017년) - 범구 역
- 《헤이는》 (2017년) -
- 《7318 한용철》 (2017년) - 한용철 역
- 《밀랍인형》 (2016년) - 무상 역
- 《초인》 (2016년) - 도현 아빠 역
- 《일어서는 인간》 (2016년) - 현석 역
- 《한여름의 판타지아》 (2015년) - 태훈 역
- 《조난자들》 (2014년) - 남자 1 역
- 《위로》 (2013년) -
- 《동거》 (2012년) -
- 《도깨비숲》 (2012년) -
- 《나쁜 피》 (2012년) - 종구 역
- 《줄탁동시》 (2012년) - 성훈 역
- 《환상극장》 (2011년) - 박 감독 (목소리) 역
- 《마취》 (2011년) -
- 《검은 갈매기》 (2011년) - 준구 역
- 《심장이 필요한 남자》 (2010년) - 이민석 역
- 《비밀애》 (2010년) - 기상예보관 (목소리) 역 / 의사 역
- 《대한철강》 (2010년) -
- 《심장이 필요한 남자》 (2010년) - 이민석 역
- 《더 나쁜 범죄》 (2009년) -
- 《마더》 (2009년) - 현장검증 기자 역
- 《독》 (2009년) - 형국 역
- 《마린 보이》 (2009년) - 최도욱 역
- 《가벼운 잠》 (2008년) - 홍식 역
- 《바보》 (2008년) - 승룡 부 역
- 《숨》 (2008년) - 성준 역
- 《두 얼굴의 여친》 (2007년) - 구창 직장 선배 역
- 《팔월의 일요일들》 (2006년) - 호상 역
- 《사냥꾼들》 (2006년) -
- 《10분》 (2005년) - 형국 역
- 《부라보! 김순봉》 (2005년) - 아들 역
- 《September》 (2005년) - 재호 역
- 《도로 눈을 감고》 (2004년) - 동료 역
- 《퀵 서비스》 (2004년) - 배달원 역
- 《라디오 드림스》 (2004년) - 남편 역
- 《열애기》 (2004년) - 거지 역
- 《채무자》 (2004년) - 경재 역
- 《다시 시작해》 (2003년) - 남편 역
- 《선재네 집에서 하룻밤》 (2003년) - 민수 역
- 《가출》 (2003년) - 석규 역
- 《봄》 (2002년) - 은석 역
- 《오늘의 운세》 (2002년) - 인수 역
- 《소음》 (2002년)
- 《뒤통수 조심해라》 (2002년)
- 《잠복근무 - 29일째》 (2001년)
- 《풍선인형》 (2001년) - 남편 역
- 《블랙 컷》 (2000년) - 형국 역
- 《그들의 추억》 (2000년)
- 《찜》 (1998년) - 재즈바종업원 2 역
- 《소림관 지배인》 (1982년) -

### 드라마
- 《광장》 (2025년, 넷플릭스) - 최병호 역
- 《뉴토피아》 (2025년, 쿠팡플레이) - 호철 역 ep.7
- 《좋거나 나쁜 동재》 (2024년, TVING) - 임형식 역
- 《스위트 홈 3》 (2024년, 넷플릭스) - 황치성 역
- 《스위트 홈 2》 (2023년, 넷플릭스) - 황치성 역
- 《최악의 악》 (2023년, 디즈니+) - 오오야마 역
- 《종이의 집 : 공동 경제구역 파트 2》 (2022년, 넷플릭스) - 전용수 역
- 《종이의 집 : 공동 경제구역 파트 1》 (2022년, 넷플릭스) - 전용수 역 ep.2
- 《지옥》 (2021년, 넷플릭스) - 공형준 교수 역
- 《DR.브레인》 (2021년, Apple TV+) -
- 《언더커버》 (2021년, JTBC) - 박두식 역 ep.8
- 《청일전자 미쓰리》 (2019년, tvN) - 정 사장 역
- 《부부클리닉 사랑과 전쟁2》 (2012년, KBS2) - 애인 편
- 《달콤한 나의 도시》 (2008년, SBS) - 윤포토 역
- 《어여쁜 당신》 (2005년, KBS1) - 박기사 역

### 방송
- 《KBS 독립영화관》